# Gastronomía de Benín

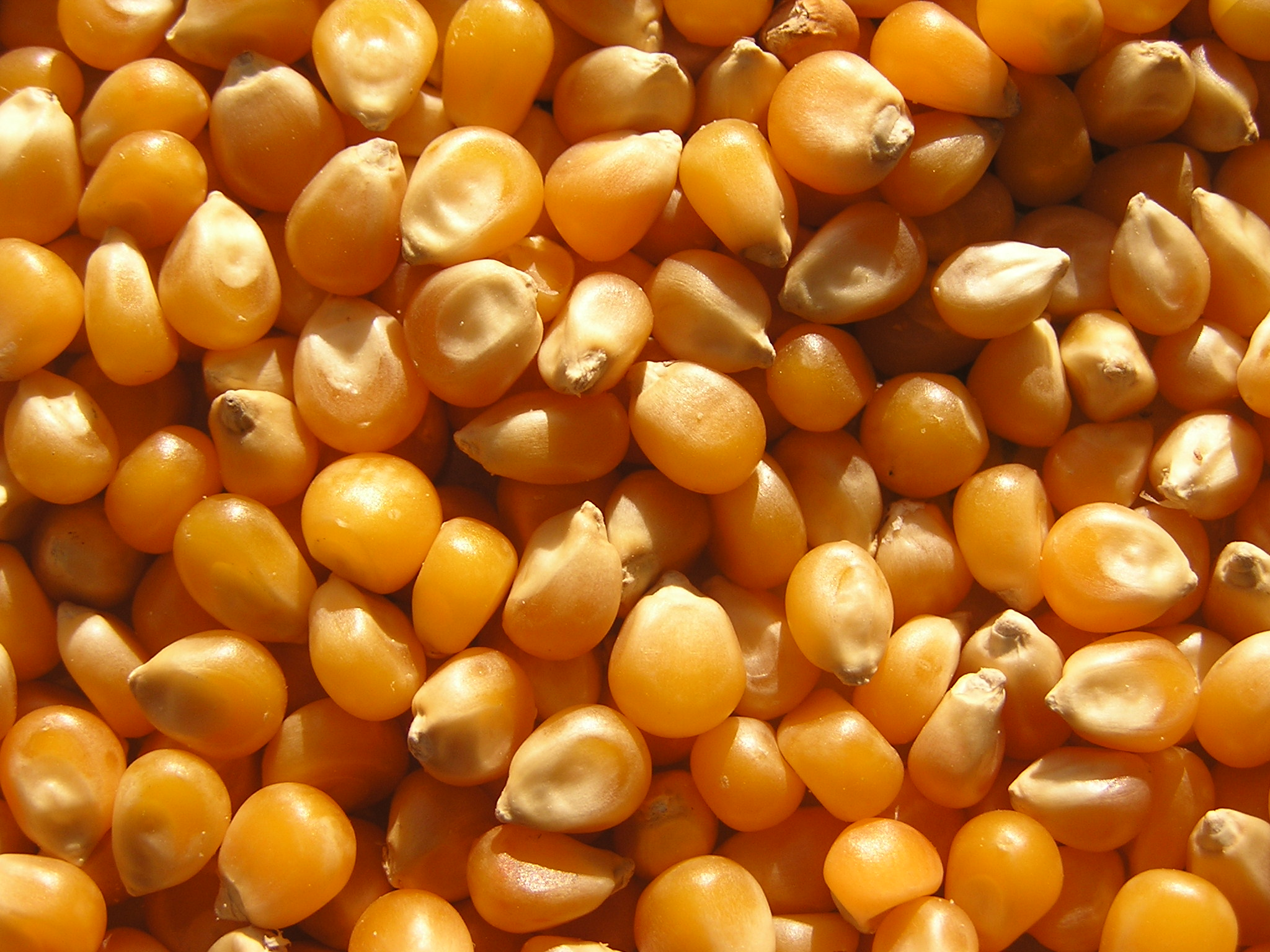
El maíz es el alimento básico más común en el sur de Benín

Ubicación de Benín

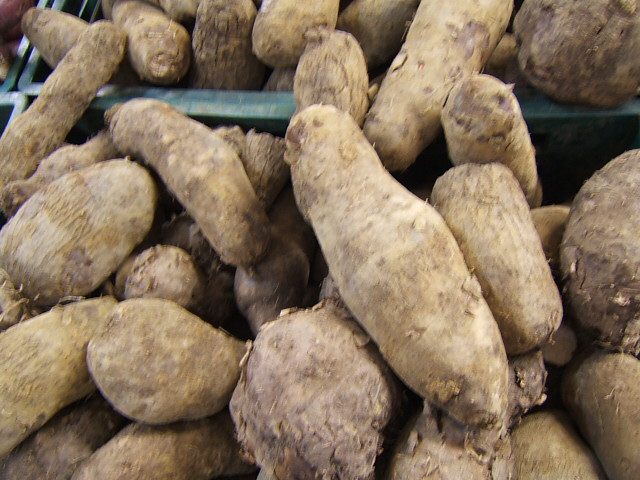
El ñame es el alimento básico más común en el norte de Benín.

La gastronomía de Benín consiste en muchas comidas frescas servidas con una gran variedad de salsas. La carne suele ser bastante cara, por lo que las comidas suelen ser ligeras en carne y generosas en grasa vegetal.
En la cocina del sur de Benín, el ingrediente más común es el Maíz, a menudo utilizado para preparar masa que se sirve principalmente con cacahuete o tomate a base de salsa. El pescado y el pollo son las carnes más utilizadas en la cocina del sur de Benín, pero también se consumen carne de vaca, cerdo, cabra y rata. Las carnes suelen freírse en palma o aceite de cacahuete. El arroz, las judías, los tomates y el cuscús son también importantes alimentos básicos. Las frutas son comunes en esta región, como las mandarinas, naranjas, plátanos, kiwi, aguacates, piñas y cacahuetes.
En el norte de Benín, el ñame es el principal alimento básico, y a menudo se sirve con salsas a base de cacahuetes o tomate. La población de las provincias septentrionales utiliza la carne de vacuno y de cerdo, que también se fríe en aceite de palma o de cacahuete o se cocina en salsas. El queso también se utiliza con frecuencia en algunos platos. El cuscús, el arroz y las judías también se consumen habitualmente, junto con frutas como el mango, las naranjas y los aguacates.

## Preparación de la comida

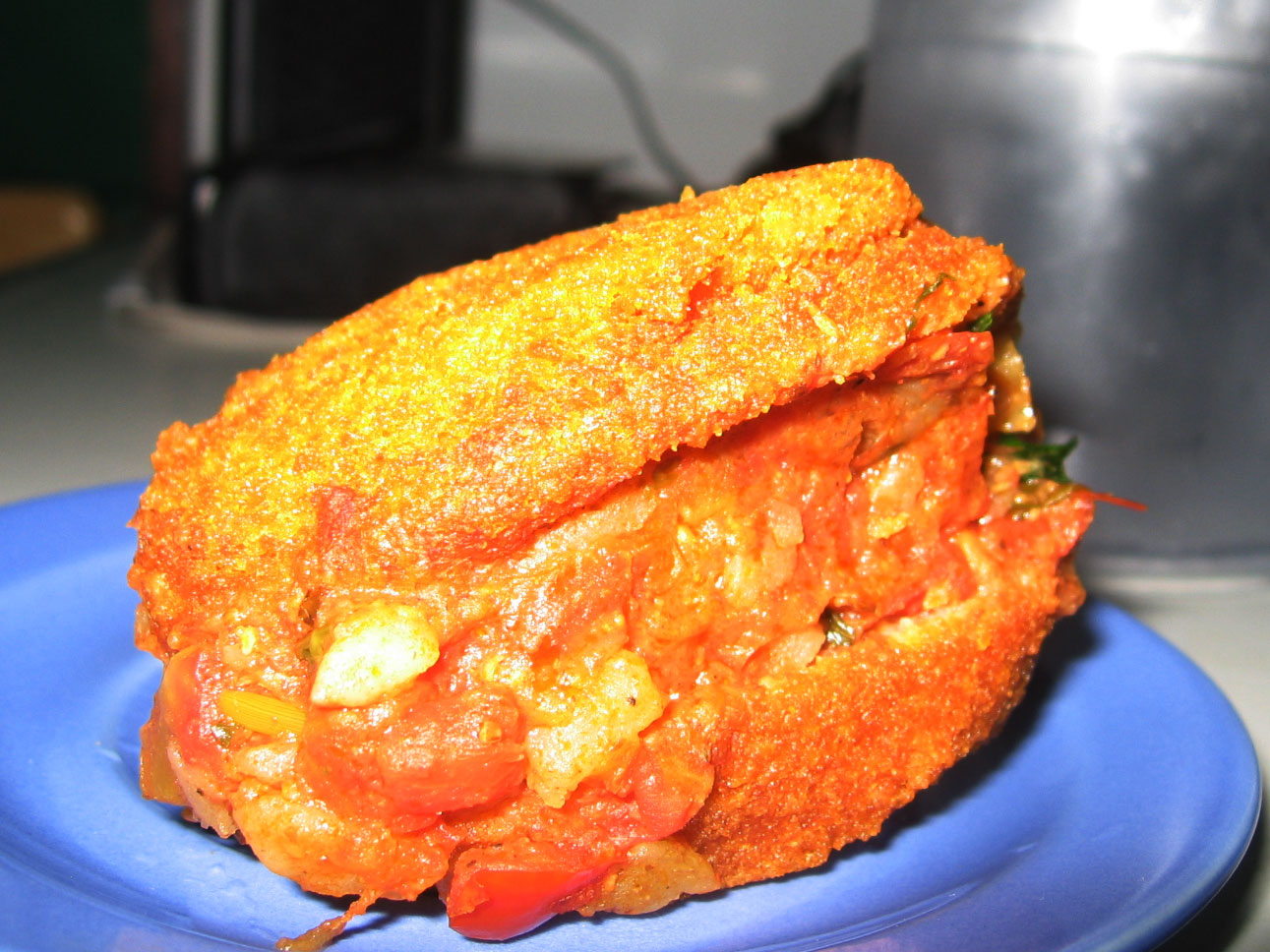
Acarajé son guisantes de ojo negro pelados formando una bola y luego fritos

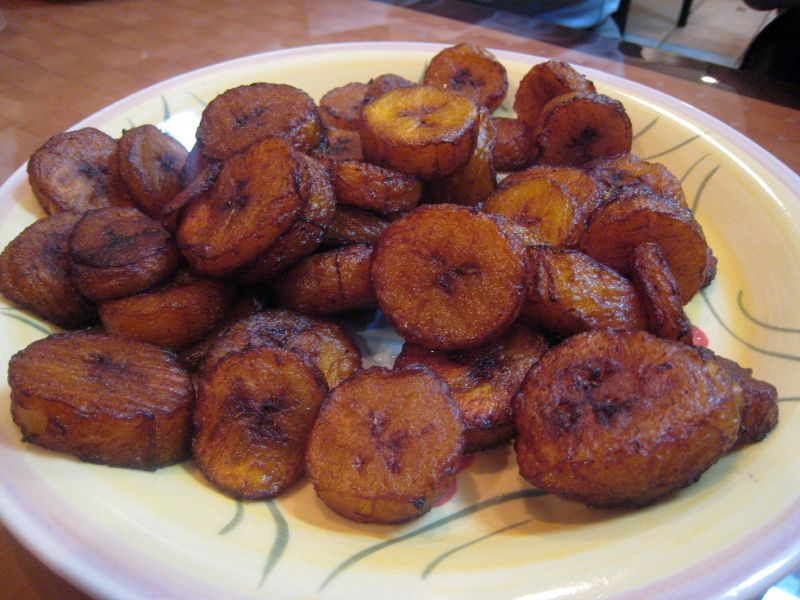
Aloko (fried plantain)

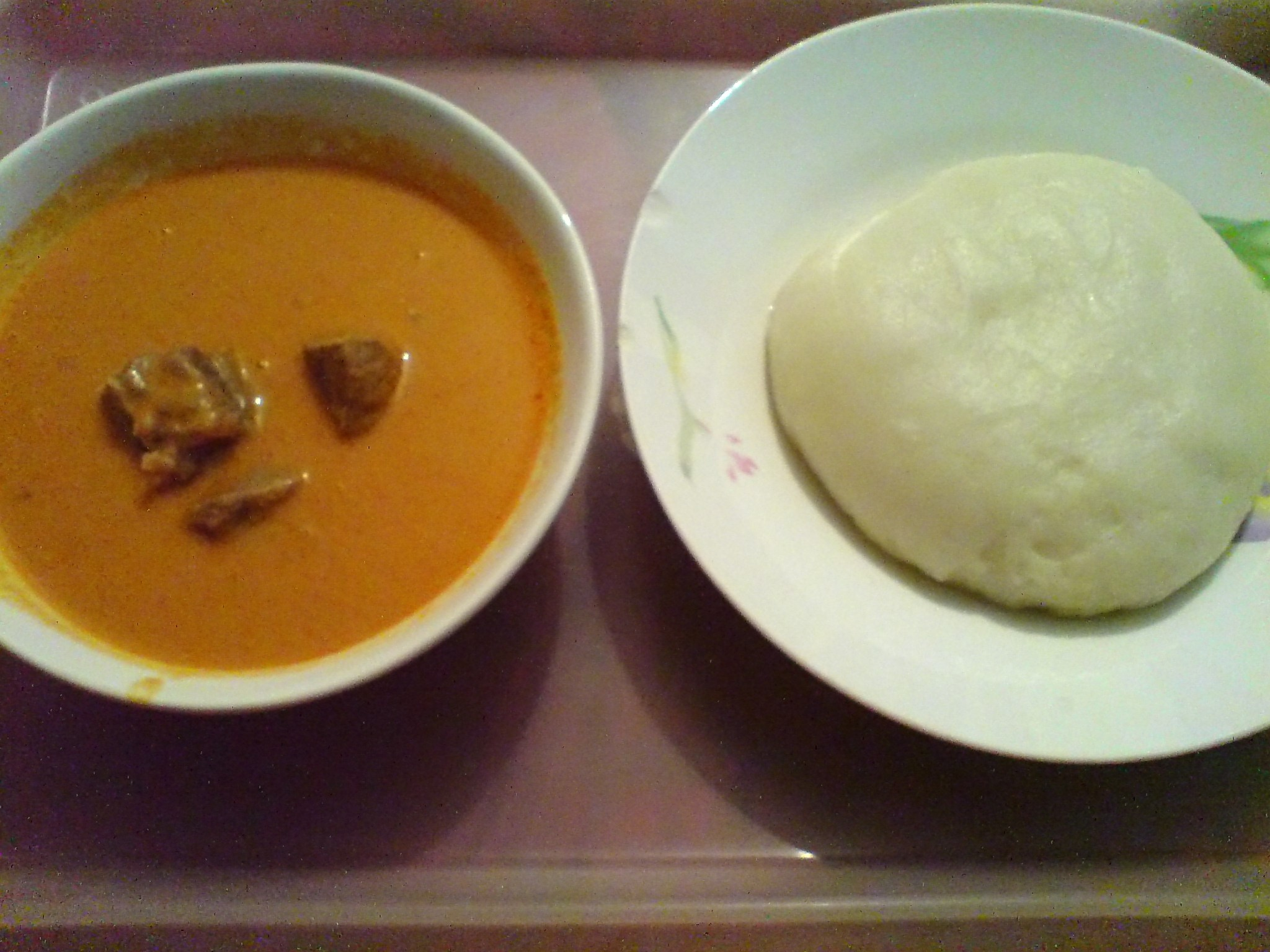
Un plato de fufu (derecha) acompañado de sopa de cacahuete

La fritura en aceite de palma o de cacahuete es la preparación más común de la carne, y el pescado ahumado también se prepara habitualmente en Benín. Se utilizan molinillos para preparar harina de maíz, que se convierte en una masa y se sirve con salsas. El "pollo al asador" es una receta tradicional en la que el pollo se asa al fuego sobre palos de madera. Las raíces de Palma a veces se ablandan remojándolas en un frasco con agua salada y ajo en rodajas, y luego se utilizan en diversos platos.
Mucha gente tiene cocinas de barro para cocinar y también ollas de barro que se utilizan para conservar la comida, y las ollas de barro se utilizan para almacenar el agua; estas ollas se suelen guardar fuera de la casa.

## Comida especializada

### Queso Wagasi
El Wagasi es una especialidad de queso de leche de vaca del norte de Benín, elaborada por el pueblo fulani, y que se encuentra en abundancia en ciudades como Parakou. Es un queso blando, de sabor suave y corteza roja, que se utiliza a menudo en la cocina beninesa.

### Àkàrà
Àkàrà es un plato elaborado con guisantes de ojo negro pelados, formando una bola que se fríe en aceite de palma rojo.  Se encuentra en la mayor parte de la República de Benín, Nigeria y Ghana.

### Otras especialidades culinarias
A continuación se resumen algunos otros platos y alimentos especiales de Benín:
- Akassa—masa de maíz fermentado servido con salsa
- Akpan—albóndigas de maíz, bañadas en salsa
- Aloko—plátano frito
- Amiwo: masa de maíz rojo, a menudo hecha con puré de tomate, cebolla y pimientos y servida con una salsa
- Beignets—pastel de cacahuetes tostados, cocidos en aceite
- Masa de maíz, generalmente empapada en salsas
- Fufu: puré de boniato formado en una pasta
- Garri—un alimento popular de África occidental elaborado con tubérculos de yuca
- Moyo: una salsa que se suele servir con el pescado frito, compuesta por salsa de tomate, cebolla y pimientos
- Igname pilée—pounded yams with tambo chili, tomatoes, onion, chicken consome and peanuts with beef

## Bebidas
Choukoutou o "chouk" es una cerveza de mijo beninesa que se consume habitualmente en el norte de Benín y se envía al sur por ferrocarril y carretera. 
Sodabi es un licor elaborado a partir de la palma de vino, que suele consumirse en eventos y ceremonias.